# الکساندر کوزارنکو
الکساندر کوزارنکو (اوکراینی: Олександр Козаренко؛ زادهٔ ۲۴ اوت ۱۹۶۳) آهنگساز، و نوازنده پیانو اهل اوکراین است.